# Боун (комикс)
«Боун» (англ. Bone, букв. «кость») — серия комиксов, изначально вышедшая в виде 55 нерегулярных выпусков в период с 1991 по 2004 г. Автором комиксов был американский карикатурист Джефф Смит. Первоначально комикс был чёрно-белым. Как признавался сам Джефф Смит, сильное влияние на него оказала серия комиксов «Пого» Уолта Келли.
Комиксы получили многочисленные награды, в том числе несколько Премий Айснера и 11 Премий Харви. В 2005 г. журнал Time включил данное произведение в список 10 лучших графических новелл.
В русском переводе первый том серии («Боун. Том 1. Изгнанники Боунвиля») был опубликован в 2015 году. Выпуском в России занимается издательство «Рамона».

## Общая информация
Главными героями комиксов являются лысые существа, внешне напоминающие муми-троллей: мечтательный Фоун Боун (Fone Bone), предприимчивый Фони Боун (Phoney Bone) и весельчак Смайли Боун (Smiley Bone), изгнанные из своего родного города Боунвилля. Комиксы сочетают в себе как комическую сюжетную линию, связанную с этими персонажами, так и трагически-фэнтэзийную, связанную с историей Долины, куда попадают три главных героя. В Долине обитают кровожадные гигантские крысоподобные существа во главе с капитаном Кингдоком и Человеком в капюшоне (которые служат Повелителю Саранчи), крестьянская девушка Торн, её бабушка Бен и ряд других персонажей.

## Спин-оффы
На волне успеха комикса автор создал несколько сказочных повестей — приквел «Глупые, глупые крысиные хвосты» (Stupid, Stupid Rat Tails; соавторы Том Снегоуски и Стэн Сакай), повесть «Торн: сказки из-под фонаря» (Thorn: Tales from the Lantern), «Роза» (Rose; соавтор Чарльз Весс), «Длинные сказки» (Bone: Tall Tales), энциклопедия виртуального мира Боунов и ряд специальных выпусков.
В 2011-2013 гг. вышла серия из 3 сиквелов под общим названием «В поисках Искры» (Bone: Quest for the Spark) в соавторстве с Томом Снегоуски, en:Tom Sniegoski).

## Вне комиксов
- На основе первых двух сборников комиксов компания Telltale Games создала 2 компьютерных игры: Bone: Out from Boneville и Bone: The Great Cow Race.
- В 2008 г. кинокомпания Warner Bros. приобрела права на съёмку сериала о Боунах, но пока не приступила к ним.[17][18][19] Позднее в прессе появилась информация, что сериал из 3 анимированных 3-D фильмов должен появиться не ранее 2013 г.[20]